# Бутлеровское сельское поселение
Бутлеровское се́льское поселе́ние — муниципальное образование в Алексеевском районе Татарстана Российской Федерации.
Административный центр — село Мокрые Курнали.

## История
Статус и границы сельского поселения установлены Законом Республики Татарстан от 31 января 2005 года № 11-ЗРТ «Об установлении границ территорий и статусе муниципального образования „Алексеевский муниципальный район“ и муниципальных образований в его составе».

## Население
| 2010 | 2011 | 2012 | 2013  | 2014  | 2015 | 2016 |
| ---- | ---- | ---- | ----- | ----- | ---- | ---- |
| 999  | ↘995 | →995 | ↗1017 | ↘1001 | ↘993 | ↘977 |
| 2017 | 2018 |      |       |       |      |      |
| →977 | ↘950 |      |       |       |      |      |

## Состав сельского поселения
| № | Населённый пункт | Тип населённого пункта       | Население |
| - | ---------------- | ---------------------------- | --------- |
| 1 | Балахчино        | село                         |           |
| 2 | Бутлеровка       | деревня                      |           |
| 3 | Городок          | деревня                      |           |
| 4 | Ивановский       | посёлок                      |           |
| 5 | Мокрые Курнали   | село, административный центр |           |